# Paralelo 30 N
O Paralelo 30 N é o paralelo no 30° grau a norte do plano equatorial terrestre, a projeção desse paralelo numa circunferência é importante por dividir o raio em duas partes iguais.
Cidades importantes no paralelo 30º Norte incluem a Gizé no Egito, a cidade de Nova Orleães nos Estados Unidos e as cidades chinesas de Chengdu  e Ya'an.

## Dimensões
Conforme o sistema geodésico WGS 84, no nível de latitude 30° N, um grau de longitude equivale a 96,48 km; a extensão total do paralelo é portanto 34.735 km, cerca de 87% da extensão do Equador, da qual esse paralelo dista 3 320 km, distando 6 682 km do polo norte; porém, considerando a geometria da terra uma esfera perfeita cujo meridiano padrão corresponde a 40 000 000 partes iguais (segundo os termos da convenção internacional para o sistema métrico universal), o paralelo 30º dista do pólo elevado exatamente 6 666 666,66 m.

## Cruzamentos
Começando pelo Meridiano de Greenwich e tomando a direção leste, o paralelo 30° Norte passa por:
| País, território ou mar | Notas                                                                                             |
| ----------------------- | ------------------------------------------------------------------------------------------------- |
| Argélia                 | Norte do país                                                                                     |
| Líbia                   | Norte do país - Ghardaya                                                                          |
| Egito                   | Norte do país - Cairo                                                                             |
| Israel                  | Extremo sul                                                                                       |
| Jordânia                | Sul do país                                                                                       |
| Arábia Saudita          | Norte do país                                                                                     |
| Iraque                  | Sul do país                                                                                       |
| Kuwait                  | Norte do país                                                                                     |
| Iraque                  | Sul do país - Umm Qasr                                                                            |
| Golfo Pérsico           | Extremo norte                                                                                     |
| Irão                    | Bandar al Khomeini                                                                                |
| Afeganistão             | Extremo sul                                                                                       |
| Paquistão               | Balochistão Punjab                                                                                |
| Índia                   | Rajastão Punjab Haryana Uttar Pradesh Uttarakhand                                                 |
| Nepal                   | Extremo norte - Himalaia - Jamla                                                                  |
| China                   | Tibete Sichuan Chongqing Hubei Hunan Hubei Anhui Jiangxi Anhui Zhejiang — passa a norte de Ningbo |
| Mar da China Oriental   |                                                                                                   |
| Japão                   | Ilha de Kuchinoshima                                                                              |
| Oceano Pacífico         |                                                                                                   |
| México                  | Península da Baixa Califórnia                                                                     |
| Golfo da Califórnia     |                                                                                                   |
| México                  | Sonora, Chihuahua                                                                                 |
| Estados Unidos          | Texas (passa em Houston) Louisiana (passa em Nova Orleães)                                        |
| Golfo do México         |                                                                                                   |
| Estados Unidos          | Louisiana - Ilhas Chandeleur                                                                      |
| Golfo do México         |                                                                                                   |
| Estados Unidos          | Flórida                                                                                           |
| Oceano Atlântico        |                                                                                                   |
| Marrocos                | Agadir                                                                                            |
| Argélia                 | Norte                                                                                             |